# Rugby en los Juegos del Pacífico Sur 1995
El Rugby en los Juegos del Pacífico Sur 1995 se disputaron en Papeete, Tahití, participaron 2 selecciones de Oceania.
Fue la última vez en que se disputó el torneo de rugby en formato de 15 jugadores, desde Santa Rita 1999 el campeonato se jugó en formato de 7 jugadores.

## Participantes
- Nueva Caledonia
- Tahití

## Fase final
| 1995 | Nueva Caledonia | 12 - 8 | Tahití |  |  |

| 1995 | Nueva Caledonia | 13 - 3 | Tahití |  |  |

## Medallero
| Pos | Equipo          |
| --- | --------------- |
|     | Nueva Caledonia |
|     | Tahití          |